# Niani (distrito)
Niani é um distrito da Gâmbia.